# Micropeza tibetana
Micropeza tibetana är en tvåvingeart som först beskrevs av Willi Hennig 1937.  Micropeza tibetana ingår i släktet Micropeza och familjen skridflugor.
Artens utbredningsområde är Tibet. Inga underarter finns listade i Catalogue of Life.